# ناتالی دشی
 ناتالی دشی (فرانسوی: Nathalie Dechy‎؛ زاده ۲۱ فوریهٔ ۱۹۷۹) یک تنیس‌باز اهل فرانسه است.